# Bill Blakeley
William Buie Blakeley, detto Bill (Wills Point, 13 giugno 1934 – Dallas, 27 ottobre 2010), è stato un allenatore di pallacanestro statunitense, professionista nella ABA.